# Ji Xinpeng
Ji Xinpeng (chinesisch 吉新鹏, * 30. Dezember 1977 in Xiamen, anderen Quellen zufolge in Hunan) ist ein ehemaliger chinesischer Badmintonspieler.

## Karriere
Ji Xinpengs großes Jahr war 2000. Sowohl vorher als auch hinterher gelangen ihm keine bedeutenden Erfolge. Bei den olympischen Spielen in Sydney wurde er unter Trainer Tang Xianhu Olympiasieger im Herreneinzel. Außerdem gewann er die Japan Open, wurde Zweiter bei den Swiss Open und Dritter bei den All England. Im Thomas Cup wurde er mit dem chinesischen Team Vizeweltmeister.
2008 war er als Trainer der chinesischen Nationalmannschaft erneut Teilnehmer bei Olympia.

## Sportliche Erfolge
| Saison | Veranstaltung | Disziplin    | Platz | Name       |
| ------ | ------------- | ------------ | ----- | ---------- |
| 2000   | Olympia       | Herreneinzel | 1     | Ji Xinpeng |
| 2000   | Japan Open    | Herreneinzel | 1     | Ji Xinpeng |
| 2000   | Thomas Cup    | Team         | 2     | China      |
| 2000   | All England   | Herreneinzel | 3     | Ji Xinpeng |
| 2000   | Swiss Open    | Herreneinzel | 2     | Ji Xinpeng |